# تشارلي لاو
تشارلي لاو (بالإنجليزية: Charley Lau)‏ هو لاعب كرة قاعدة أمريكي، ولد في 12 أبريل 1933 في رومولوس في الولايات المتحدة، وتوفي في 18 مارس 1984 في كي كولوني بيتش في الولايات المتحدة بسبب سرطان القولون.

## وصلات خارجية
- تشارلي لاو على موقع دوري كرة القاعدة الرئيسي (الإنجليزية)
- تشارلي لاو على موقعبيزبول رفرنس.كوم (الدوري الرئيسي) (الإنجليزية)
- تشارلي لاو على موقعبيزبول رفرنس.كوم (الدوري الثانوي) (الإنجليزية)